# Eudorylas subvexus
Eudorylas subvexus är en tvåvingeart som beskrevs av José Albertino Rafael 2004. Eudorylas subvexus ingår i släktet Eudorylas och familjen ögonflugor.
Artens utbredningsområde är Nicaragua. Inga underarter finns listade i Catalogue of Life.